# Puppet Master vs Demonic Toys
Puppet Master vs Demonic Toys (titlu original: Puppet Master vs Demonic Toys) este un film american  crossover horror din 2004 regizat de Ted Nicolaou. Este bazat pe personaje de Charles Band și Kenneth J. Hall (Puppet Master) și David S. Goyer (Demonic Toys). A avut o continuare vagă, Puppet Master: The Legacy, în 2003 
Rolurile principale au fost interpretate de actorii Corey Feldman ca  André Toulon și Vanessa Angel ca șefa unei fabrici de jucării care plănuiește să domine lumea folosind cea mai recentă linie de produse de sărbători. A fost un film creat pentru televiziune care a fost transmis în premieră la 18 decembrie 2004 la Syfy deținut de NBCUniversal.

## Prezentare
Robert Toulon, strănepotul lui André Toulon și fiica sa, Alexandra, au intrat în posesia păpușilor și au reușit să le aducă la viață în Ajunul Crăciunului. Succesul lor este remarcat de un producător diabolic de jucării, Erica Sharpe, care este în posesia jucăriilor demonice, dar vrea păpușile deoarece jucăriile nu îi sunt loiale. O încercare inițială de a fura păpușile nu reușește și le distruge doar prin foc. Robert le repară cu piese și arme noi.
Nefericită, Erica îl invocă pe demon, Bael, pentru a-și îndeplini planurile de a folosi multe jucării demonice pentru a provoca crime în masă și pentru a obține controlul asupra păpușilor. Demonul este de acord, dar numai dacă i-o aduce pe Alexandra. Ea reușește să o răpească pe fată, ceea ce face ca Robert să vină în ajutorul ei cu ajutorul unui sergent de poliție, Jessica Russell și al păpușilor. Grupul este capabil să copleșească și să distrugă jucăriile, precum și să o salveze pe Alexandra. Din moment ce Erica nu a putut să-și țină partea din înțelegere, Bael o duce în iad fără să-i îndeplinească planurile malefice. Pe măsură ce supraviețuitorii umani și păpușile pleacă pentru a se bucura de ziua de Crăciun, se dezvăluie că Baby Oopsie Daisy a supraviețuit.

## Distribuție
- Corey Feldman - Robert Toulon
- Danielle Keaton - Alexandra Toulon
- Vanessa Angel - Erica Sharpe
- Silvia Suvadova - Sergeant Jessica Russell
- Nikoli Sotirov - Julian
- Dessislava Maicheva - Christina
- Velizar Binev - Mayor
- Angelina Hadjimitova - Claudia
- Anton Falk - Bael
- Rendan Ramsey - Baby Oopsy Daisy

### Păpuși
- Blade
- Pinhead
- Jester
- Six Shooter

### Jucării
- Baby Oopsy Daisy
- Jack Attack
- Grizzly Teddy

## Lansare
Puppet Master vs. Demonic Toys a fost lansat pe canalul Syfy la 18 decembrie 2004 și pe DVD la 17 ianuarie 2006.